# Масловка (Прохоровский район)
Ма́словка — село в Прохоровском районе Белгородской области, Россия. Входит в состав Кривошеевского сельского поселения.

## География
Расположено в северо-западной части области, в 28 км к северо-востоку от Прохоровки, в 6 км западнее автодороги Р189 Короча — Губкин. В 25 км к востоку от ближайшего населённого пункта с железнодорожной станцией — села Думное на линии Пристень — Белгород. Находится на берегах реки Донецкая Сеймица, связано с центром поселения селом Кривошеевка через автомобильный мост.

## История
Для скорейшего освоения земель Дикого Поля, в 1747 году был издан указ «О продаже и об отдаче в оброк дикопоросшей земли разного звания людям» от Правительствующего Сената. Немного позднее, в 1780 году, после вступления на престол Екатерина II планирует размежевать лесные и степные угодья для пополнения государственной казны и упорядочить государственное управление этих земель. Помещики, желавшие увеличить площадь своих земель, пытались сделать это до межевания, чтобы сохранить владения после него официально. Одним из таких помещиков был Степан Петрович Масленников, поручик, заседатель Корочанского уездного суда. В его владения входили земли  в верховьях реки Донецкая Сеймица и  по ее берегам.
В 1782 году он основывает деревню Масловку, названную по его фамилии. Свои земли Степан Петрович разделил поровну на всех своих пятерых детей, оставив луг в совместное пользование. К 1850 году из всех потомков Масленникова остался только внук,  Егор Федорович, который к тому времени владел незначительной долей деревни. Большая часть деревни находилась во владении Марьи Семеновны Тиньковой, надворной советницы.
После отмены крепостного права в 1861 году, а именно к 1880 году в Масловке существовало четыре разряда крестьян: собственники и владельческие, дарственники, государственные душевые. Сама Масловка была куплена помещиком Якушкиным у последнего ее владельца фон Рутцена, А. А. фон Рутцен доводилась ему племянницей. Якушкин обладал репутацией хорошего агронома и хозяйственника. При нем была высажена посадка из различного рода деревьев, сохранившаяся частично и до настоящего времени. Также построены кирпичный и крахмальные заводики. Из кирпича этого завода были построены барский дом и все хозяйственные постройки, общежитие для рабочих, а крахмал продавали в другие регионы. В деревне имелась школа, которую расположили в старом барском доме.
Вячеслав Евгеньевич Якушкин был образованным человеком, в 1879 году окончил Московский университет, историко-филологический факультет, в 1890 защитил магистерскую диссертацию, служил приват-доцентом Московского университета по русской истории, был талантливым фельетонистом, писавший под псевдонимом В. Ведененеев. Родился он  4 октября 1856 года в Москве, был внуком декабриста Ивана Дмитриевича Якушкина. Вячеслав Евгеньевич практически нежил В имении, там проживали его жена и сын. Сам он выдвигался депутатом в Государственную Думу от Курской губернии, был общественным деятелем.
По данным переписи 1885 года в сельце Масловка Истобнянской волости Старооскольского уезда Курской губернии было 87 дворов, проживало 573 человека. Несколькими года позже, Масловка стала относится к  Вязовской волости. Масловка относилась к приходу Преображенской церкви села Скородное.
После Октябрьской революции имение было разрушено.
После событий 1917 года в Масловке установилась Советская власть, а в 1929 году образовалась первая артель «Новый мир». Появился первый трактор. В 1930-х годах были образованы колхозы  имени Молотова, «Подарок Октября», «Новая деревня».
В мае-июле 1943 года, перед и во время Курской битвы, на построенном весной 1943 советском военном аэродроме в Масловке 5-го иак 2-й воздушной армии СССР (командующий — генерал авиации Степан Красовский) никакой истребительный авиационный полк не базировался; аэродром был ложным.
Строительство аэродрома осуществила 5-я инженерно-минная бригада РГК (командир — подполковник В. Н. Столяров), маскировочная служба аэродромов 2-й ВА (начальник - майор В. И. Лукьянов) и мобилизованные местные жители (всего в Прохороском районе на строительство восьми аэродромов весной 1943 года было мобилизовано 1015 человек).
На аэродроме находилась команда сапёров, которые передвигали установленные макеты самолётов в соответствии с направлением ветра, изготовляли, ремонтировали (после вражеских налётов), «маскировали» макеты, имитировали стартовую службу и «обжитость» аэродрома. На Масловском ложном аэродроме было сделано несколько самолёто-укрытий (капониров), было установлено открыто 11-18 макетов самолетов, от 3 до 8 макетов автомашин, построены две или три наблюдательные вышки и три макета зенитных орудий. Также было установлено от 12 до 18 чучел людей.
После ВОВ аэродром был распахан и не сохранился.
период 1955-1961 годов, колхоз был укрупнен и переименован в «40 лет Октября». Имелось большое хозяйство: почвообрабатывающая и уборочная техника и сельхозмашины, был большой автопарк, трактора. Развито было животноводство, пчеловодство, имелась мельница для получения муки первого и второго сортов. В 1955 году в Масловке был построен клуб, два магазина, в 1967 году - библиотека.
В 1961 году произошло разукрупнение колхоза «40 лет Октября» и появился колхоз  «Родина»  с центром в селе Масловка Кривошеевского сельского совета Скороднянского района Белгородской области. В 1973 году его переименовали в колхоз «Маяк» Кривошеевского сельского совета Прохоровского района Белгородской области.
1993-1998 года - строится новое здание , в котором расположились: контора, библиотека, почта, АТС. Также были построены:  крытый ток, молочно-товарная ферма №1, свиноферма, 6 жилых домов. Дорога от Масловки до Кривошеевки и до Кондоровки приобрела асфальтовое покрытие, пустили рейсовый автобус Прохоровка– Масловка.
По данным переписи в 1979 году в селе Масловка проживало 384 жителя, имелась средняя школа, библиотека, клуб.

## Население
| 2002 | 2010 |
| ---- | ---- |
| 381  | ↘371 |